# Strib
Strib es un pueblo danés perteneciente al municipio de Middelfart de la isla de Fionia, en la región de Dinamarca Meridional.
Tiene 4492 habitantes en 2016, lo que lo convierte en la segunda localidad más importante del municipio tras la capital municipal Middelfart.
Se sitúa en la periferia nororiental de Middelfart y frente a la costa de Fredericia.